# Personne ne sait que je suis là
Pour plus de détails, voir Fiche technique et Distribution.
Personne ne sait que je suis là (Nadie sabe que estoy aquí) est un film chilien de 2020 réalisé par Gaspar Antillo et mettant en vedette Jorge Garcia, Millaray Lobos, Luis Gnecco, Alejandro Goic et Gastón Pauls. C'est le premier film original chilien de Netflix,.

## Synopsis
Memo Garrido vit avec son oncle Braulio sur une petite île verdoyante de Llanquihue, une petite ville du sud-est du Chili. Alors que sa vie y est paisible, il est tourmenté par des souvenirs traumatisants qu'il a eu dans son enfance. Étant un homme plutôt calme et parlant très peu, il suscite l'intérêt d'une jeune femme locale, Marta qui semble intriguée par Memo. Elle essaie pendant un certain temps de l'approcher et finalement, ils construisent une amitié qui révèle enfin le plus grand secret de Memo : qu'il était brièvement célèbre en tant que chanteur. Tout au long du film, Memo agit (lorsqu'il est seul) comme s'il jouait, portant sa cape cramoisie à paillettes, faisant semblant d'être sur scène. Cela révèle son fantasme secret ; qu'il souhaitait l'avoir fait en tant que chanteur célèbre.
Enfant, Memo vivait à Miami — c'est pourquoi il parle un espagnol assez prononcé — et son père Jacinto qui lui a décroché un contrat avec un producteur de musique, a décidé que même si Memo était un chanteur talentueux, son apparence n'était pas suffisante pour le rendre célèbre. Pour cette raison, il en fait un chanteur fantôme pour un autre jeune garçon nommé Ángelo. Ángelo devient finalement célèbre pour la chanson Nobody Knows I'm Here, que le studio avait initialement enregistrée pour Memo. Pendant cette période, Memo, en colère contre Ángelo pour cette « fraude », l'a attaqué après une performance, le blessant gravement, entraînant des blessures permanentes d'Ángelo et devant utiliser un fauteuil roulant. Le spectateur apprend plus tard qu'Ángelo n'a plus jamais chanté après son « accident » et Memo est devenu un reclus vivant et travaillant dans la ferme de son oncle sur l'île isolée, tandis que son père Jacinto a perdu tout son argent en faisant la promotion du numéro de chanteur fantôme de son fils.
25 ans plus tard, après que Marta et un ami aient posté une vidéo publique sur YouTube de Memo chantant chez lui, ce dont il n'était pas conscient, elle et son père l'encouragent à « révéler au public » l'identité du véritable chanteur. Cela lui permet de participer à l'émission de télévision Face to Face avec Ángelo, le chanteur fantôme qui vit maintenant comme un conférencier et fait la promotion de son livre. L'émission tente de réconcilier le conflit entre les deux hommes.
Pendant la réunion Face to Face, Ángelo dit au public que c'est lui qui doit s'excuser auprès de Memo mais n'admet jamais que c'est Memo qui a chanté. Après la brève réunion sur scène, Memo quitte la scène en colère et, après la fin de l'émission, prend le micro et chante la chanson en question en direct et magnifiquement, prouvant qu'il était la voix depuis le début. Cependant, le film suggère que la vérité de Memo n'a jamais été révélée au public, car l'émission n'a pas été diffusée, et le spectateur se demande même si Memo a vraiment chanté l'intégralité de la chanson - un groupe apparaît soudain, ainsi que la lumière rouge qui accompagnait la série de fantasmes de Memo s'imaginant être un chanteur à succès. Juste avant qu'il ne commence à chanter, on entend le producteur en arrière-plan, qui semble demander à Ángelo s'il chante réellement. Une fois la chanson terminée, Memo lâche le micro et sort du studio. Il fait un petit mouvement de danse en sortant, manifestant peut-être une réelle joie ou un aboutissement, même si ce n'est que pour lui-même.
Plus tard, Marta se glisse dans le lit avec Memo et la scène s'éteint en musique avec une fine lumière cramoisie sur eux alors qu'ils s'enlacent chaleureusement.

## Distribution
- Jorge Garcia (VF : Jerome Wiggins) : Memo Garrido, un chanteur raté qui a connu une expérience traumatisante de la célébrité dans son enfance
- Millaray Lobos (VF : Nayéli Forest) : Marta Navarro, une habitante de Llanquihue qui fait la connaissance de Memo
- Luis Gnecco (VF : Julien Kramer) : Braulio Garrido, l'oncle de Memo avec qui il vit et qui s'occupe de lui
- Alejandro Goic (VF : Jacques Bouanich) : Jacinto Garrido, le père de Memo, avec qui il entretient une relation conflictuelle
- Gastón Pauls (VF : Benjamin Gasquet) : Ángelo, chanteur fantôme de Memo
- Eduardo Paxeco (VF : Stéphane Pouplard) : Samuel Legaro
- Nelson Brodt : Sergio
- Juan Falcón : animateur
- Julio Fuentes  : invité
- María Paz Grandjean : Francisca
- Solange Lackington (VF : Isabelle Desplantes) : la productrice
- Roberto Vander (VF : Philippe Vincent) : le producteur de Miami

## Production
Personne ne sait que je suis là devait initialement être présenté en première au Festival du film de Tribeca, où le réalisateur chilien Gaspar Antillo a remporté le prix dans la catégorie Meilleur nouveau réalisateur narratif. Cependant, le festival a été reporté en raison de la pandémie de Covid-19. Le film est sorti dans le monde entier le 24 juin 2020 sur Netflix.

## Accueil
Le film a été accueilli positivement par les critiques, qui ont loué son sérieux et sa simplicité, la performance de Jorge García et sa structure narrative,.